# Villa Aymerich
La Villa Aymerich és un monument protegit com a bé cultural d'interès local del municipi de Vallmoll (Alt Camp).

## Descripció
Edifici aïllat, situat als afores de Vallmoll, al costat de la carretera Tarragona-Lleida, a prop de l'ermita del Roser.
La casa té una sola entrada principal, a la qual s'accedeix a través d'una escala situada al centre de la façana i perpendicular a aquesta. No obstant això, interiorment està dividida en dos habitatges individualitzats.
És un edifici de dues plantes, amb balcons laterals i un jardí a la part posterior. La façana té ornamentació modernista, i hi apareix la data de 1918, amb els números fets de trencadís.

## Història
La «Vila Aymerich» data de principis del segle xx, concretament de l'any 1918, d'acord amb la inscripció que apareix a la façana. Va ser construïda com a habitatge unifamiliar pel senyor Aymerich, besavi dels actuals propietaris i pare de les dues germanes Aymerich, en temps de les quals es va produir la divisió interna de la casa.
En l'actualitat, la «Vila Aymerich» no és un habitatge permanent. Té la funció de segona residència i de casa d'estiueig.